# 田原節子
田原 節子（たはら せつこ、1936年（昭和11年） - 2004年（平成16年）8月13日）は、日本のアナウンサー、随筆家。旧姓、古賀、村上（むらかみ）。 田原総一朗の2番目の妻。ウーマンリブ運動家でもあった。歌手の古賀さと子は実妹。

## 来歴・人物
東京生まれ。早稲田大学文学部卒業後、日本テレビに入社。アナウンサーとして17年、その後はCMプロデューサーとして10年勤務した。その間、一度目の結婚と出産を経験するが、1976年、「容色が衰えた」としてアナウンス室からの配置転換命令を受ける。しかし、納得できずに提訴。勝訴する。総一朗との共著『私たちの愛』（講談社）によれば、局内ではもともとウーマンリブに関わっていた事が問題となっていたとのこと。CM制作部に異動後はプロデューサーとして活躍。1980年代に作った民放連の啓蒙広告「覚せい剤やめますか?それとも人間やめますか?」のコピーは有名となる。節子の次女・江川綾子によれば、節子は「何でも手当たり次第に読みたがり、めいっぱい知りたがり、心から出会いを喜び、不条理に対してはとことん怒りまくる。そんなよく笑い、よく怒る、生命力の塊のような面白い人」であったという。
総一朗とはダブル不倫の関係だったが、総一朗の妻・末子が1983年にがんで死去。これを受け、1989年に結婚。交際当時はお互いの家庭を壊さないように不倫関係を続けた。田原事務所代表を務める。1998年10月に炎症性乳がんを発症。余命6ヵ月の宣告を受ける。再発転移を繰り返し、抗がん剤治療を行いながら6年近く生存。闘病中は乳がんを中心に医療、女性問題などに関する執筆講演活動を活発に行う。結婚から闘病に至るいきさつは前掲『私たちの愛』に詳しい。
2004年8月13日、多臓器不全のため死去。享年68歳。葬儀は築地本願寺で執り行われ、葬儀委員長は電通の成田豊が務めた。墓所は小平霊園。 
総一朗は、節子ががんと宣告された時・亡くした時の二度自殺を考えたが思いとどまる。闘病中は献身的に節子に尽くし、「きみが人生のすべてだった」と言い切った。2007年に納骨。

## 著書
- 『がんだから上手に生きる』海竜社、2004年2月。ISBN 978-4759308044。
- 『最期まで微笑みを』 講談社、2004年10月。ISBN 978-4062126021。
- 『遺書 笑う乳がん闘病記』 集英社、2004年10月。ISBN 978-4087813050。

### 共著
- 田原総一朗、田原節子『私たちの愛』 講談社、2003年1月。ISBN 978-4062115551。